# 발크누트

발크누트

발크누트(고대 노르드어: valr과 knut의 합성어. 영어: valknut)는 서로 엮여있는 세 개의 삼각형으로 이루어진 상징이다. 고대 게르만족의 고고학적 기록에 다양하게 나타난다. 발크누트는 근대에 형성된 용어로, 전투에서 죽은 자를 뜻하는 valr과 묶인 것을 뜻하는 knut의 합성어이다. 해당 상징이 과거에 사용되었을 때 불린 명칭은 알려지지 않았다.
학자들은 이 상징에 대해 다양한 해석을 내놓고 있다. 오딘과 연관되어 설명되기도 하고, 9세기에 발견된 스놀델레브 석의 세 개의 뿔이 달린 상징과 비교되기도 한다. 발크누트는 근대의 문화에 드물게 사용되며, Heathenry(이교)의 부흥에 따라 게르만 이교와도 연관되고 있다.

## 같이 보기
- 묠니르
- 블로도른